# Didogobius
Didogobius – rodzaj ryb z rodziny babkowatych.

## Klasyfikacja
Gatunki zaliczane do tego rodzaju:

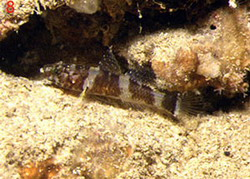
Didogobius amicuscaridis
- Didogobius bentuvii
- Didogobius kochi
- Didogobius schlieweni
- Didogobius splechtnai
- Didogobius wirtzi

- Didogobius splechtnai